# Nhạc trance
Trance là một thể loại âm nhạc điện tử đã phát triển trong những năm 1990 ở Đức. Loại nhạc này có đặc trưng bởi một nhịp độ nằm giữa 110 đến giữa 150 nhịp mỗi phút (BPM), các cụm du dương lặp đi lặp lại, và một vở nhạc kịch hình thức rõ ràng tạo nên độ căng và các yếu tố trong suốt một ca khúc thường mà đỉnh cao là 1-2 "đỉnh núi" hay "giọt." Mặc dù trance là một thể loại riêng của nó, nó tự do kết hợp các ảnh hưởng từ phong cách âm nhạc điện tử khác như techno, house, pop, chill-out nhạc cổ điển, tech house, ambient và nhạc phim.
Đầu những năm 1990, nhạc techno và hardcore của Đức đã được chuyển sang thể loại trance, một thể loại nhấn mạnh các âm thanh điện tử và được kéo dài đến cuối ca khúc và chỉ thêm vào đó sự thay đổi của giai điệu và thình thoảng thay đổi không khí của nhạc cụ điện tử để người nghe có thể phân biệt được sự khác nhau mà thôi. Nhưng nhạc trance như một thứ tôn giáo, nó kéo người nghe đến gần và cảm nhận được từng âm thanh và cả ca khúc như một dòng suối cuốn chặt lấy họ. Đến giữa những năm 1990, trance đã giữ được vị trí độc tôn khi các sàn nhảy và các Dj trên toàn thế giới chọn nhạc trance bởi sức thu hút của nó cùng với đó là sức sáng tạo vô bờ bến trên nền nhạc trance.
Không như nguồn gốc chính của nó được bắt nguồn từ Detroit, các trung tâm nhạc trance được tập trung lại với nhau và tạo thanh một khối như hãng thu âm R&S tại Ghent, Bỉ và hãng Harthouse/Eye Q tại Frankfurt,Đức. Hãng R&S ra đời sớm hơn đồng nghĩa với việc giới thiệu các album sớm hơn như đĩa đơn "Energy Flash" của Joey Beltram, "The Ravesignal" của CJ Bolland và các nghệ sĩ khác như Robert Leiner, Sun Electric và Aphex Twin. Đầu năm 1992, hãng Harthouse, một nhánh nhỏ của hãng Epic đã giới thiệu những sản phẩm đầu tiên như đĩa đơn "Harttrance Acperience" của Vath và bên cạnh đó giới thiệu các nghệ sĩ Arpeggiators, Spicelab và Barbarella.
Đến cuối những năm 90, một sự thay đổi lớn đã diễn ra, các ban nhạc, nghệ sĩ cùng với âm nhạc của họ đã biến mất. Thay vào đó là những khuôn mặt mới cùng với những âm thanh sáng tạo mới trong lòng của Trance. Nhạc Trance cũ của Đức đã bị thay đổi ít nhiều nhưng nhìn chung, nó vẫn giữ được phong thái của nhạc trance ngày nào. Trance mới bị ảnh hưởng bởi nhạc house của châu Âu cùng với sự mềm mại. Năm 1998, các Dj được biết đến nhiều nhất đó là Paul Oakenfold, Pete Tong, Tony De Vit, Danny Rampling, Sasha, Judge Jules. hầu hết họ đều chơi nhạc trance đặc thù của nước Anh.